# Saturnaliinae
Saturnaliinae byla podčeleď vývojově primitivních plazopánvých dinosaurů ze skupiny Sauropodomorpha, žijících na území dnešní Brazílie a Argentiny v období svrchního triasu (zhruba před 235 až 230 miliony let). 

## Historie a klasifikace
Tento klad byl formálně stanoven v roce 2010. Mohlo se jednat o samostatnou vývojovou skupinu, nezávislou na rodu Guaibasaurus. Podle novějších srudií může být skupina Saturnaliinae dokonce samostatnou čeledí Saturnaliidae.

## Popis

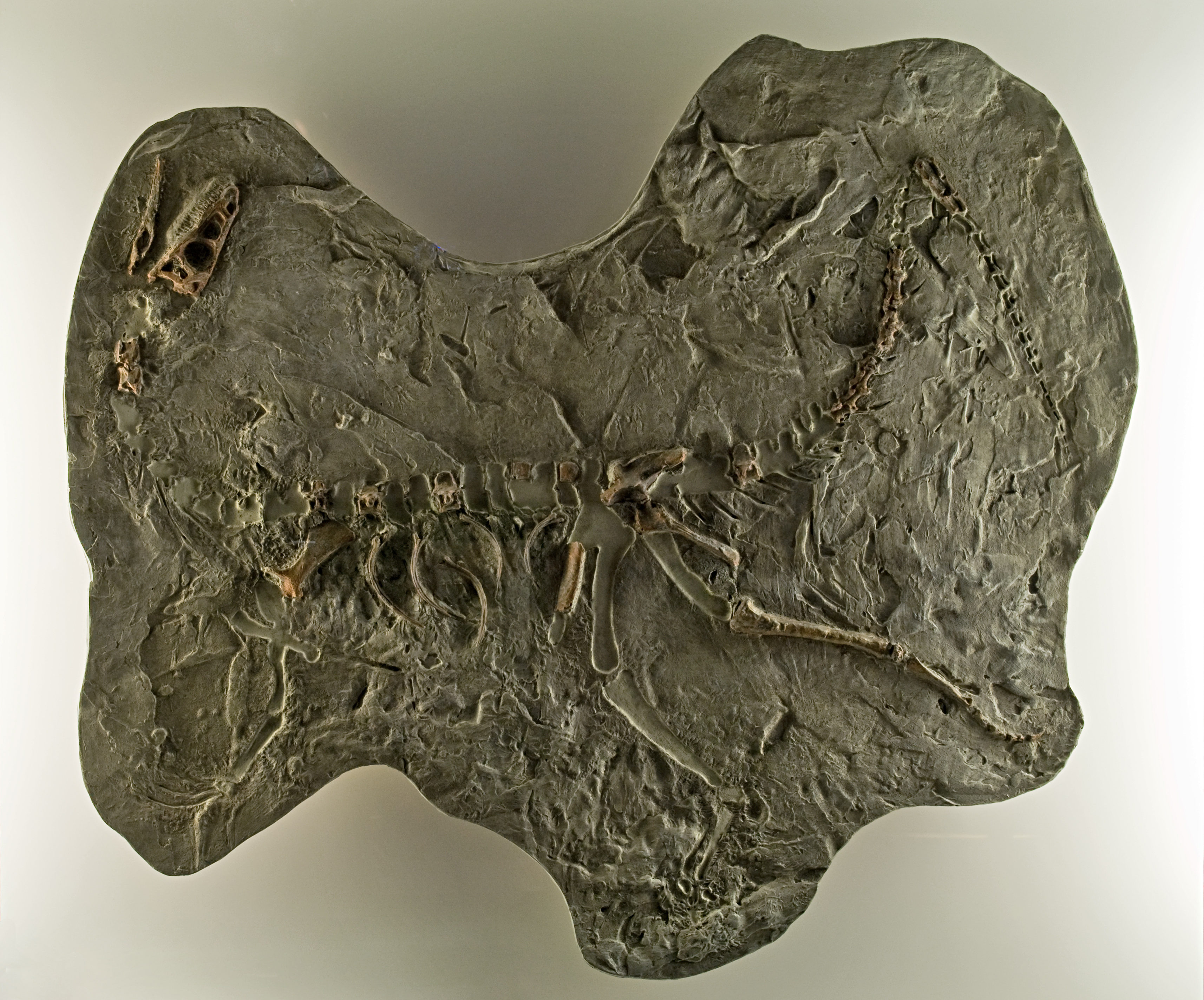
Fosilie rodu Panphagia.

Tito sauropodomorfové dosahovali malých rozměrů a vykazovali množství archaických, vývojově primitivních znaků. Jednalo se o menší dinosaury, dosahující délky kolem 1,5 metru a hmotnosti asi 10 nebo 11 kilogramů. Mohlo se jednat o zástupce skupiny, zahrnující také pozdější obří sauropody.

## Zástupci
- †Chromogisaurus
- †Pampadromaeus?
- †Panphagia?
- †Saturnalia